# Фиджи (архипелаг)
Фи́джи (англ. Fijian Archipelago) — архипелаг в юго-западной части Тихого океана, насчитывающий более 300 островов, около трети которых необитаемы. Является восточной окраиной Меланезии. Принадлежит Республике Островов Фиджи.

## География
Большинство островов вулканического происхождения, некоторые кораллового. Общая площадь архипелага Фиджи составляет 18 231 км² (не включая остров Ротума). Крупнейшие из них — острова Вити-Леву и Вануа-Леву, площадь которых соответственно составляет 10 429 км² и 5556 км². Другие крупные острова — Тавеуни (470 км²), Кандаву (411 км²), Нгау (140 км²) и Коро (104 км²). Большинство островов Фиджи сгруппировано в островные группы, крупнейшие из которых острова Вануа-Леву, Вити-Леву, Кандаву, Ломаивичи, Ясава, Маманута, Лау и Моала. С северо-запада на юго-восток острова Фиджи тянутся на 595 км (не включая остров Ротума), а с северо-востока на юго-запад — на 454 км. Высшая точка страны, гора Томаниви, достигает 1324 м и расположена на острове Вити-Леву.

## История
Фиджи были заселены примерно 3,5 тысяч лет назад несколькими группами мигрантов с центрального Вануату. Ко времени появления на Фиджи европейцев местное население находилось на стадии разложения первобытнообщинного строя. Открыты в 1643 году Тасманом, однако прошло более полутора столетий, прежде чем первые европейцы поселились на этих островах. С 1860-х годов европейцы стали организовывать на Фиджи плантации хлопчатника, а с 1870-х годов хлопчатник в связи с падением цен на хлопок на мировом рынке был заменён сахарным тростником.
Отцом-основателем фиджийской государственности считается Такомбау (полное имя — Рату Серу Эпениса Такомбау), который был человеком, начавшим фиджийский путь от старых времён к современности. Он основал первый парламент в современном понимании этого слова в объединённой им стране, а также администрацию на английский манер. В период с 1871 по 1874 год Такомбау был первым королём независимого и единого Фиджи. Но в 1874 году отрёкся в пользу британской королевы Виктории.
С 1879 года, чтобы обеспечить сахарные плантации на Фиджи рабочей силой, европейские плантаторы стали нанимать рабочих из Индии.
В 1970 году Фиджи получило независимость. По конституции 1970 года Фиджи являлось государством в составе Содружества наций. Демократическое правление было прервано двумя военными переворотами в 1987 году. Их причиной стало недовольство аборигенами правительством, в котором доминировали представители индийской общины. В результате последнего переворота (сентябрь 1987 года) конституция была отменена, пост генерал-губернатора упразднён, страна провозглашена республикой. Главой государства стал президент.
Конституция 1990 года гарантировала фиджийцам контроль над Фиджи, но привела к сильной эмиграции индийцев; это вызвало экономические трудности, но обеспечило меланезийцам наибольшую долю в составе населения.
Поправки 1997 года сделали конституцию более равноправной. Свободные и мирные выборы 1999 года привели к тому, что в новом правительстве стали доминировать индо-фиджийцы. Через год оно было смещено посредством переворота, возглавленного Джорджем Спейтом (George Speight), сильным фиджийским националистом. К середине 2000 года демократия была восстановлена, и Лайсениа Нгарасе, который возглавлял временное правительство, был избран премьер-министром.
Правительству Лайсениа Нгарасе неоднократно выдвигались обвинения в коррупции со стороны военного руководства, которые игнорировались, и в декабре 2006 года премьер-министр был отстранён от должности и взят под домашний арест. Лидером государственного переворота был министр обороны Фиджи Фрэнк Мбаинимарама. Он стал временным премьер-министром.

## Население
Согласно последней переписи 2007 года (данные Департамента статистики Фиджи), численность населения страны составляла 835 071 человек (не включая остров Ротума). На острове Вити-Леву проживает около 70 % населения страны. На нём расположены три крупнейших города Фиджи (Сува, Нанди и Лаутока), а также главный аэропорт.
В 2007 году доля городского населения Фиджи составила 50,7 % (или 424 846 человек).
В 2007 году мужчины составляли 51 % (427 176 чел.), женщины — 49 % (410 095 чел.).
Население Фиджи бинациональное: согласно переписи 2007 года, почти 57,2 % жителей (475 739 человек) были фиджийцами, представителями коренного народа архипелага, и 37,5 % (313 798 человек) — фиджи-индийцами. Остальные народы: 1,2 % (10 335 человек) — ротуманцы, 1,8 % (15 311 человек) — выходцы с других островов Тихого океана, 1,3 % (10 771 человек) — представители смешанных браков с европейцами, 0,6 % (4704 человека) — китайцы-хань.
Языки: английский и фиджийский официальные, среди индийцев распространён хиндустани — диалект хинди.
Религии: христиане — 64,5 %, (методисты — 35 %, католики — 9 %, Божье собрание — 6 %, адвентисты седьмого дня — 4 %, прочие христиане — 11 %), индуисты — 27,9 %, мусульмане — 6,3 %, сикхи — 0,3 %, прочие и атеисты — 1 % (по переписи 2007 года).

## Административное деление

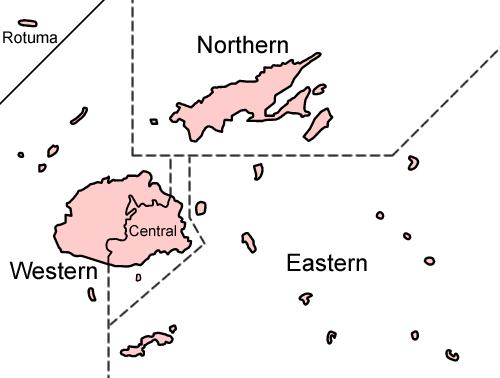
Карта административного деления Фиджи

В административном отношении Республика Островов Фиджи разделена на округа. Всего в стране насчитывается четыре округа и одна зависимая территория:
- Восточный округ;
- Западный округ;
- Северный округ;
- Центральный округ.

Округа, в свою очередь, разделены на провинции (всего 14 провинций): Кандаву, Лау, Ломаивичи, Мба, Буа, Матуата, Наитасири, Намоси, Нандронга-Навоса, Ра, Рева, Серуа, Таилеву и Такаундрове.
- Остров Ротума, расположенный к северу от главного архипелага, имеет статус зависимой территории с некоторой долей внутренней автономии.

## Экономика
Республика Островов Фиджи, богатая лесами, минералами и рыбными ресурсами, является одной из самых развитых островных экономик Тихого океана. Большая часть трудоспособного населения занята в сельском хозяйстве — около 70 %, остальные 30 % — в сфере услуг и промышленности.